# جک ویکرز
جک ویکرز (انگلیسی: Jack Vickers; ۷ اوت ۱۹۰۸ – ۲۴ سپتامبر ۱۹۸۰) بازیکن فوتبال اهل بریتانیا بود.
از باشگاه‌هایی که در آن بازی کرده‌است می‌توان به باشگاه فوتبال چارلتون اتلتیک، باشگاه فوتبال هال سیتی، باشگاه فوتبال نیوپورت کانتی، باشگاه فوتبال دارلینگتون، باشگاه فوتبال ساوت شیلدز، باشگاه فوتبال دونکستر راورز، باشگاه فوتبال بیشاپ اوکلند، باشگاه فوتبال پورت ویل، و باشگاه فوتبال هارتل پول یونایتد اشاره کرد.